# Catacomben van Odessa

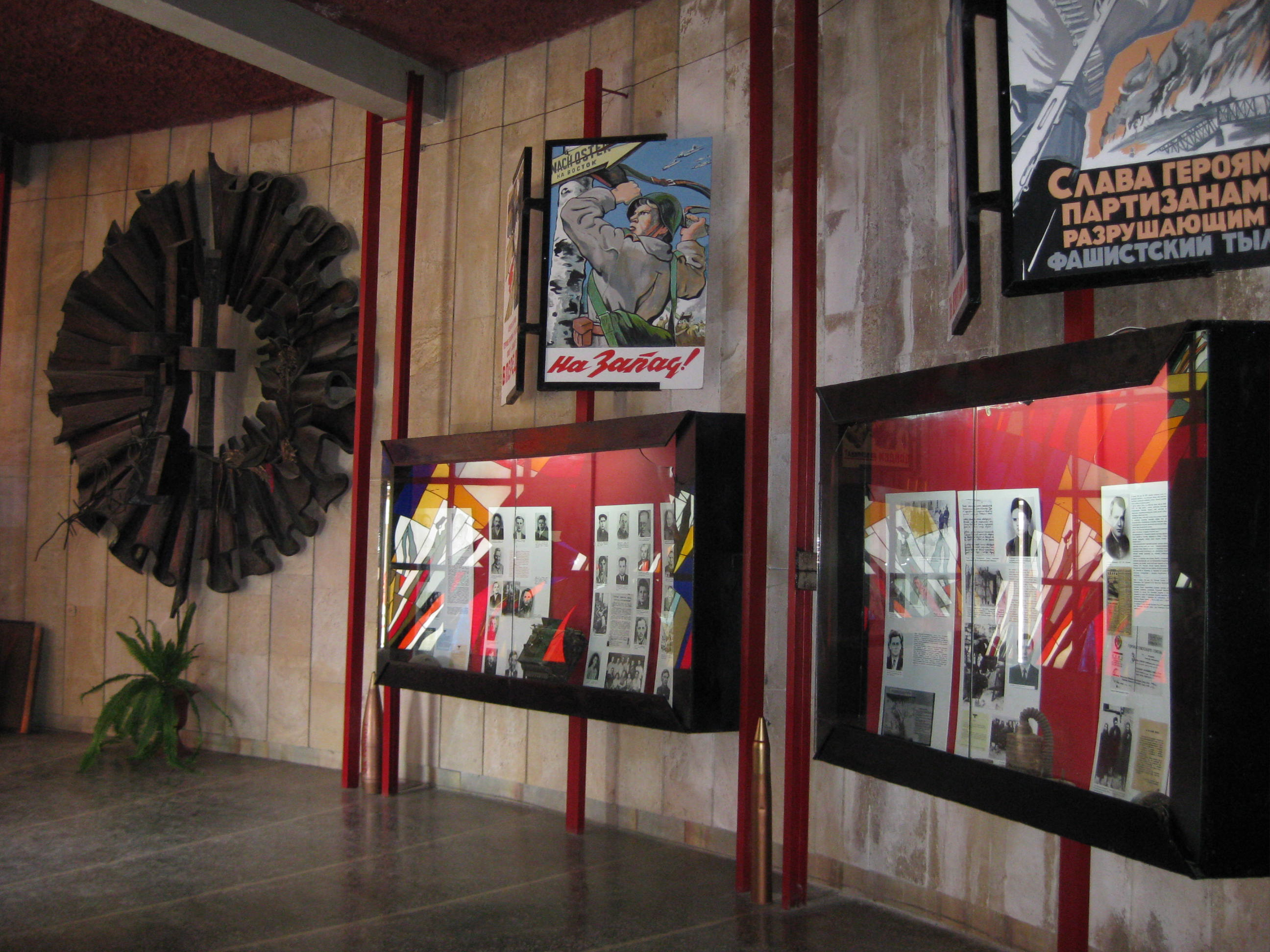
De entree van het Museum Of Partisan Glory

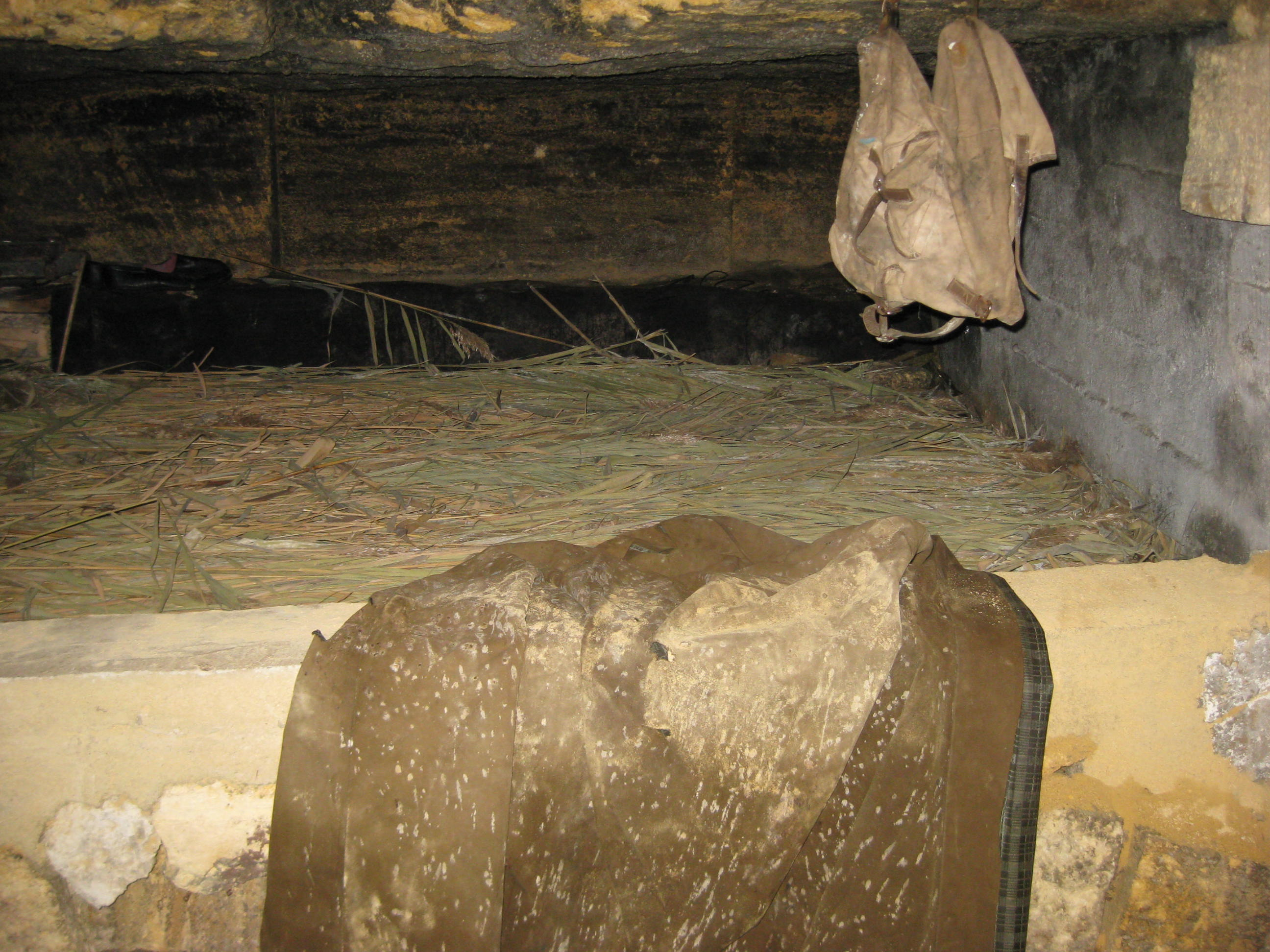
Slaapplaats van de partizanen in de Tweede Wereldoorlog

De Catacomben van Odessa zijn een ruim tweeduizend kilometer lang ondergronds gangenstelsel onder de stad Odessa in Oekraïne. Er bestaan ongeveer honderdzestig uitgangen, die uitkomen in onder andere kelders of begraafplaatsen.

## Geschiedenis
De gangen zijn voornamelijk ontstaan door het afgraven van kalksteen. In de negentiende eeuw werden de meeste huizen gebouwd met het in de omgeving opgegraven kalksteen. De verlaten mijnen werden later gebruikt en vergroot door smokkelaars. Hierdoor ontstond een enorm doolhof van ondergrondse tunnels. Na de Russische Revolutie in 1917 werd het verboden om onder het centrum van Odessa nog kalksteen te delven. Een klein percentage van de catacomben bestaat uit natuurlijke grotten of werd uitgegraven voor andere doelen zoals riolering.
In de Tweede Wereldoorlog deden de catacomben dienst als schuilplaats voor groepen Sovjet partizanen zoals die onder bevel van V.A. Molodsev. In 1961 werd begonnen met het onderzoeken van de geschiedenis van de partizanenbeweging in de catacomben en het maken van een plattegrond van de ondergrondse gangen.

## Toerisme
Tegenwoordig zijn de catacomben een niet ongevaarlijke toeristische attractie, omdat de catacomben niet geheel in kaart zijn gebracht en de tunnels onveilig zijn. In het verleden zijn er bezoekers de weg kwijt geraakt en overleden aan uitdroging.
Slechts een klein gedeelte, dat op twintig meter diepte loopt onder het "Museum of Partisan Glory" in Nerubayske, ten noordwesten van Odessa, is opengesteld voor het publiek.
Er wordt nog steeds kalksteen gewonnen in mijnen in Dofinovka, Byldynka en Fomina Balka in de buurt van Odessa waardoor de catacomben zich nog steeds uitbreiden.
De enorme gatenkaas onder de stad maakt het onmogelijk een metro te bouwen onder Odessa.

## Fotogalerij

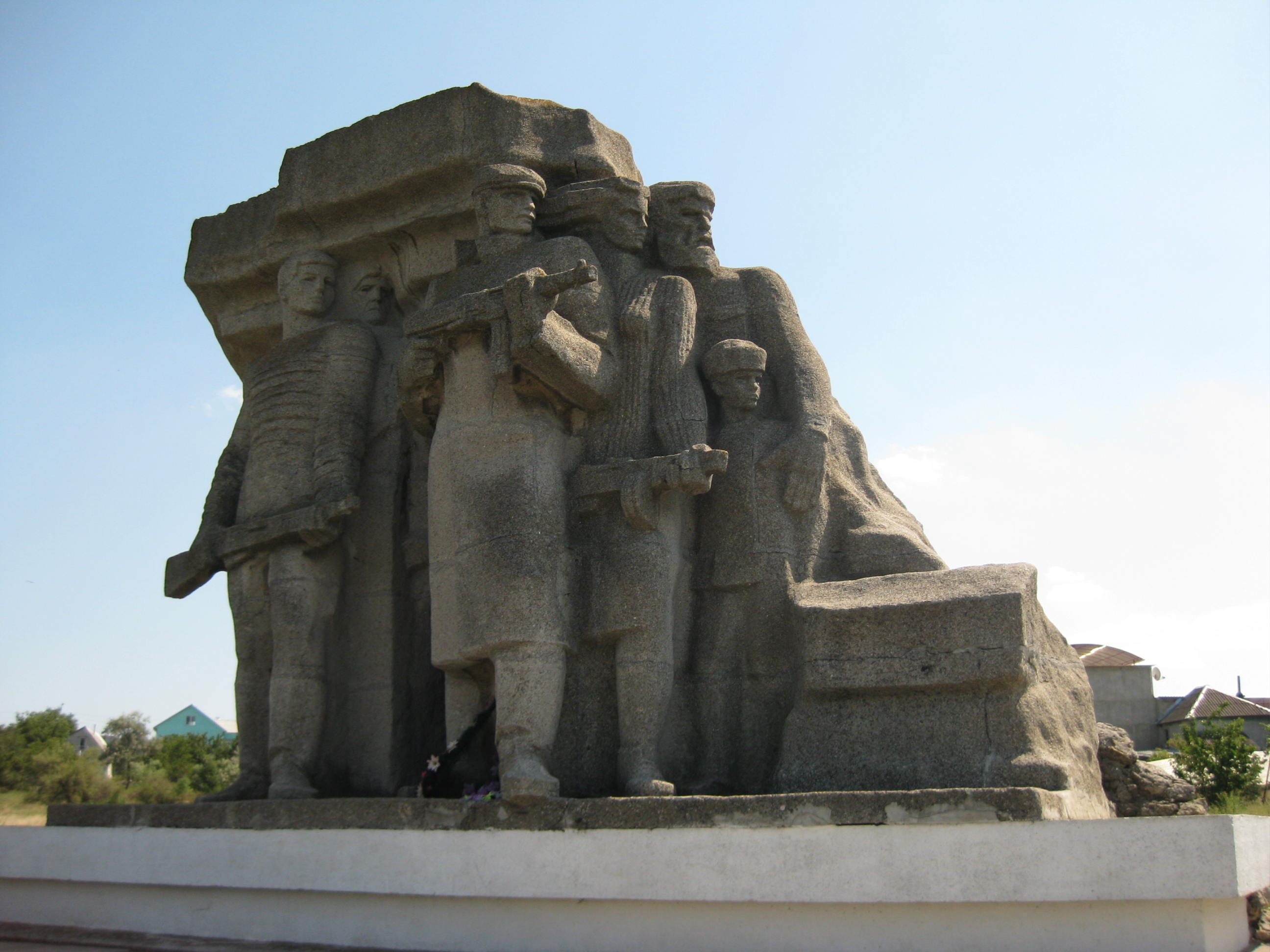
Monument voor de partizanen bij de ingang van het museum
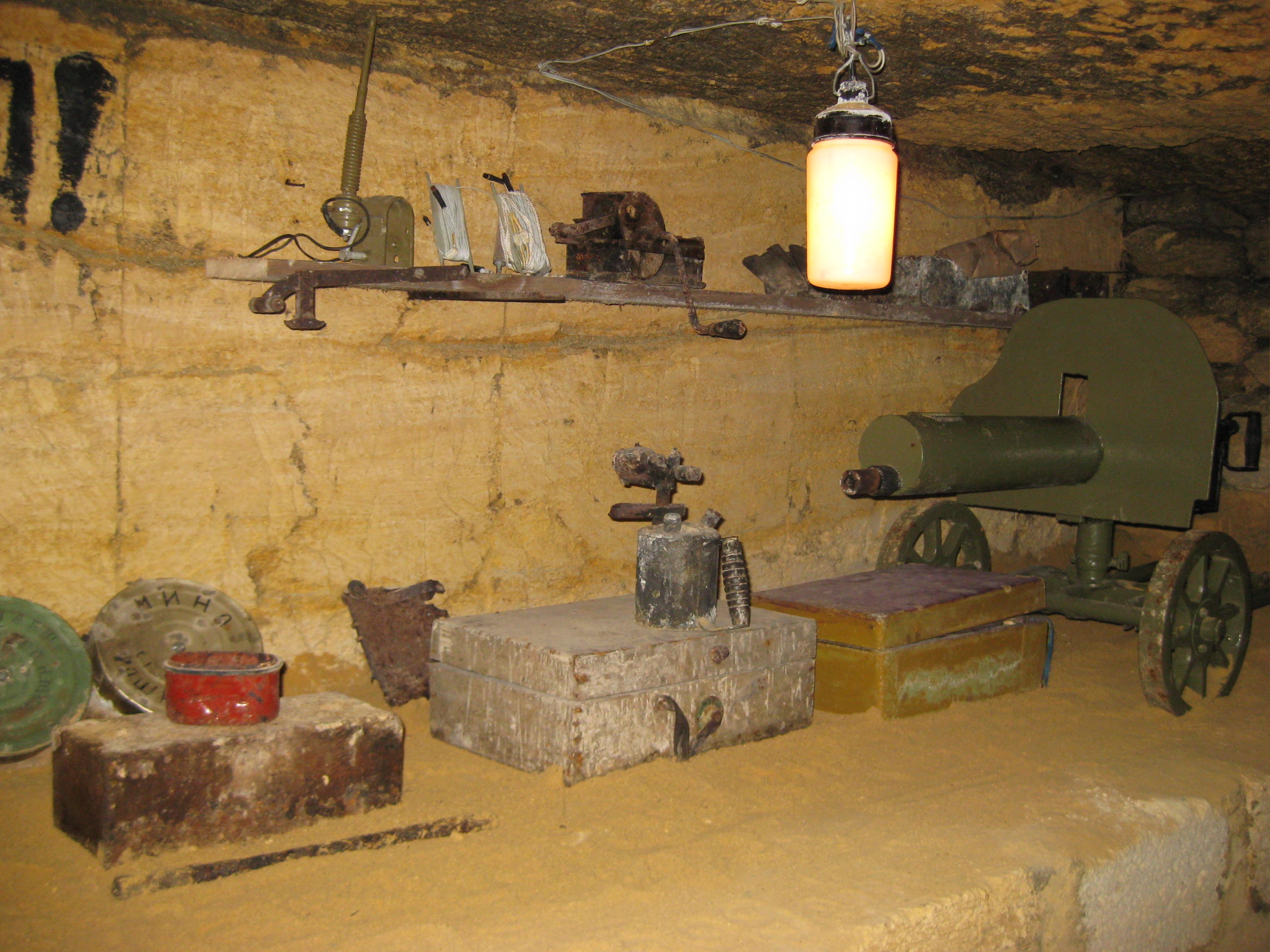
Gebruiksvoorwerpen
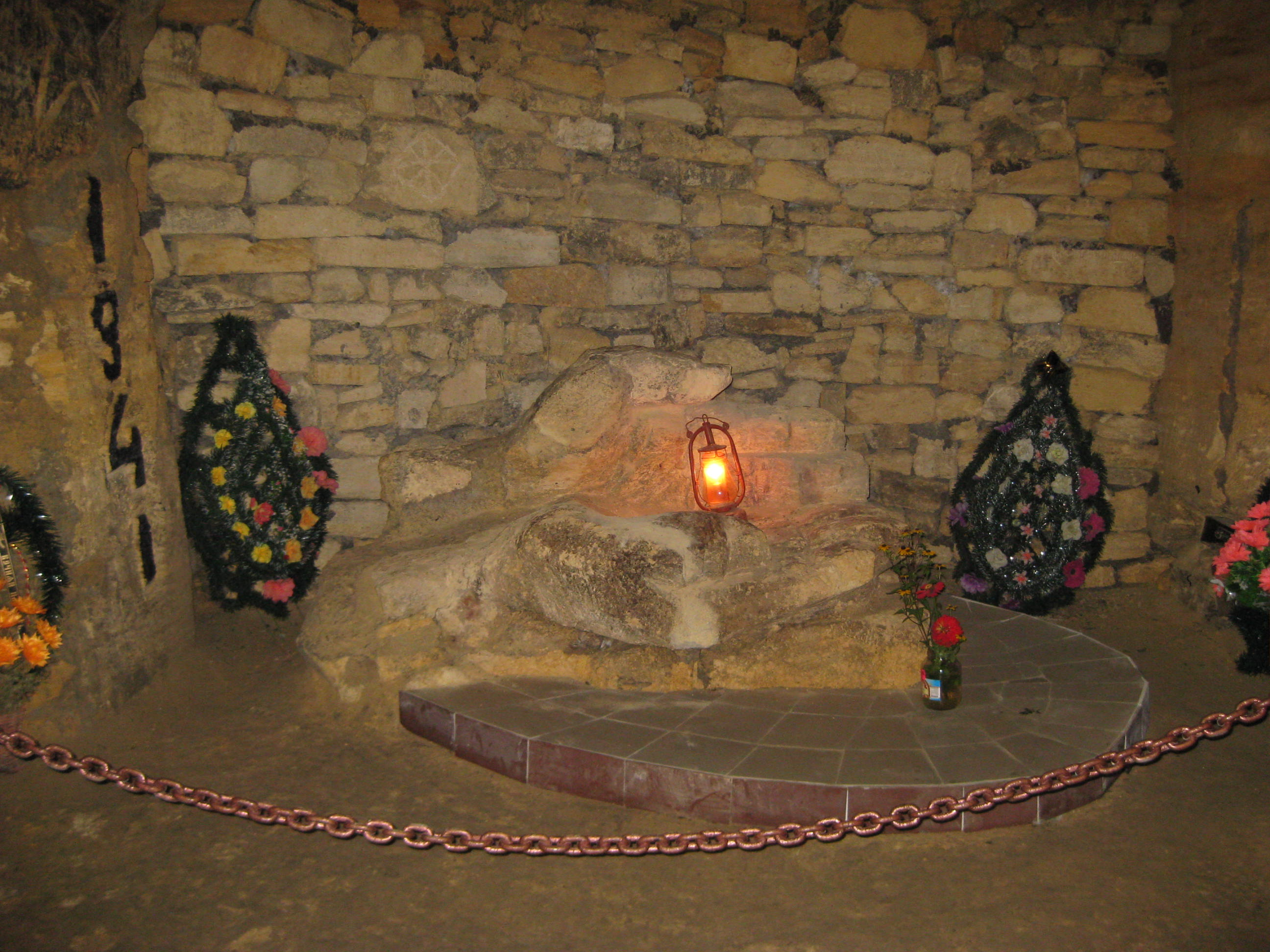
Monument in de catacomben voor doodgeschoten partizaan
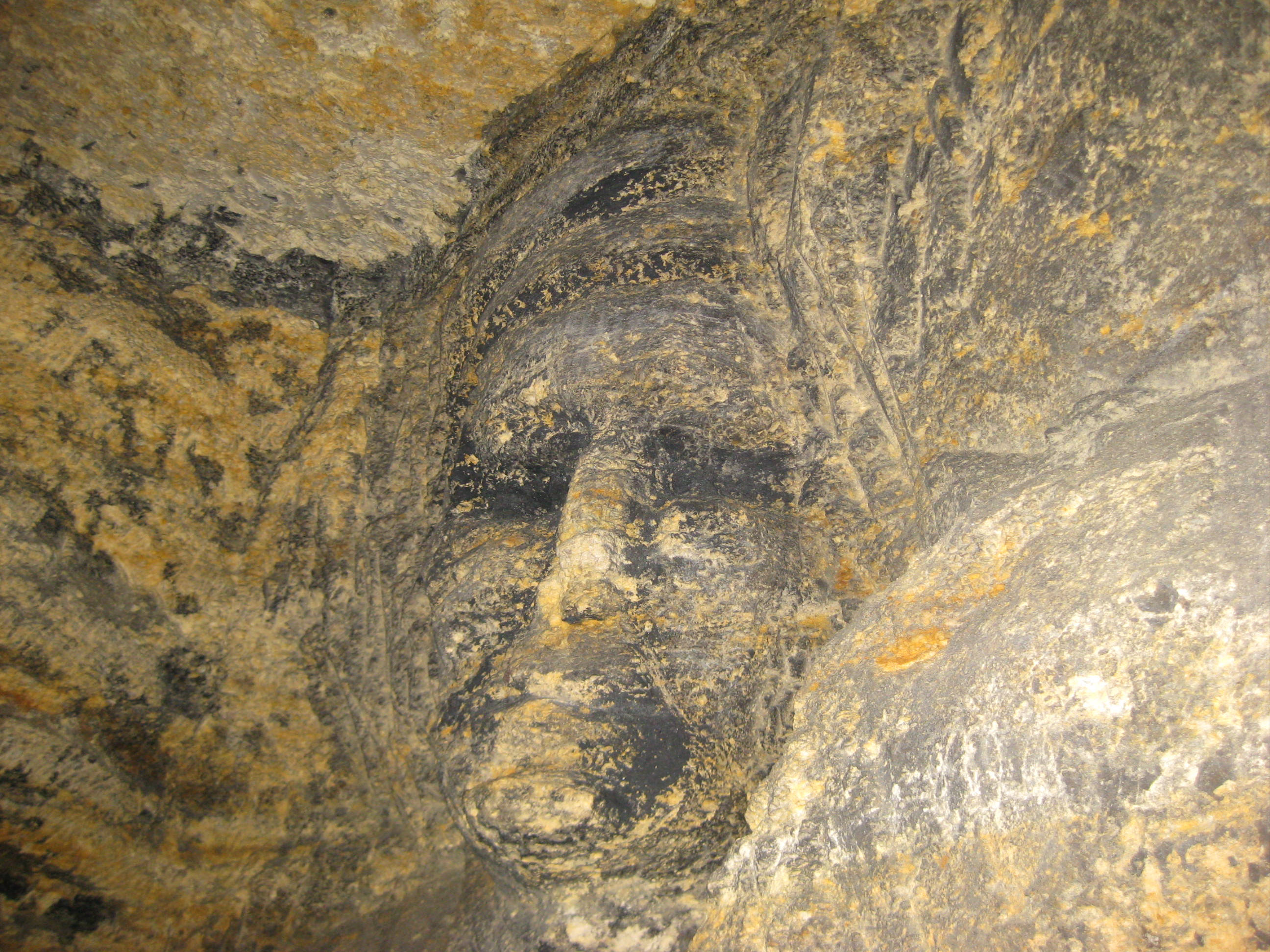
Muurschildering